# Prochilodus
Prochilodus è un genere di pesci d'acqua dolce della famiglia Prochilodontidae. Questa famiglia comprende altri due generi, Ichthyoelephas e Semaprochilodus, che sono stati invece inclusi in Prochilodus. La più ricca zona di specie di Prochilodus si trova nei bacini fluviali del Brasile orientale, sud-orientale e meridionale, sebbene esitano anche altre specie nei bacini fluviali dell'Amazzonia, Guianas, Colombia, Venezuela, Paraguay ed il nord-est dell'Argentina. Le specie più grandi possono raggiungono anche gli 80 centimetri di lunghezza, ma la maggior parte delle specie raggiunge a malapena la metà di queste dimensioni.

## Species
FishBase riconosce le seguenti specie del genere:
- Prochilodus argenteus Spix & Agassiz, 1829 - Curimba
- Prochilodus brevis Steindachner, 1875 - Curimba brasiliano
- Prochilodus britskii R. M. C. Castro, 1993
- Prochilodus costatus Valenciennes, 1850
- Prochilodus hartii Steindachner, 1875
- Prochilodus lacustris Steindachner, 1907
- Prochilodus lineatus (Valenciennes, 1837) - Curimba striato
- Prochilodus magdalenae Steindachner, 1879
- Prochilodus mariae C. H. Eigenmann, 1922
- Prochilodus nigricans Spix & Agassiz, 1829 - Curimba nero
- Prochilodus reticulatus Valenciennes, 1850 - Curimba reticolato
- Prochilodus rubrotaeniatus Jardine, 1841
- Prochilodus vimboides Kner, 1859